# Flynn: Son of Crimson
Flynn: Son of Crimson est un jeu vidéo de plateforme et d'action en pixel art développé par Studio Thunderhorse et édité par Humble Games. Il est sorti le 15 septembre 2021 sur Microsoft Windows, Playstation 4, Xbox One et Nintendo Switch. Le jeu a été financé avec succès sur Kickstarter le 24 octobre 2017, collectant plus de 63 000 $,.

## Trame
Le joueur prend le contrôle d'un jeune garçon nommé Flynn et, accompagnés de Dex, ils se lancent dans un voyage de découvertes et de conflits.

## Développement
Développé par Studio Thunderhorse sur une période de 5 ans, Flynn: Son of Crimson a commencé à prendre forme vers fin 2016. Après avoir travaillé sur 2 petits jeux pour iOS, l'équipe est passée vers un projet plus vaste et ambitieux. Le jeu a commencé à être vu comme un metroidvania ambitieux et a été partiellement montré dans la démo de Kickstarter.
En juillet 2019, Studio Thunderhorse avait annoncé son partenariat avec Humble Games pour un contrat d'édition qui finançait désormais le développement. Humble Games a également annoncé que le jeu serait l'un des dix titres de Humble Games à sortir sur Xbox Game Pass et a publié une bande-annonce de date de sortie pour le jeu le 31 août 2021.

## Accueil
Flynn: Son of Crimson a reçu des critiques "généralement favorables" sur le site web d'agrégateur de critiques Metacritic.
Le jeu a également reçu des critiques de certains médias de jeux vidéo, louant son gameplay, son style artistique, ses puzzles et ses armes,,. Cependant, certains critiques ont également déclaré que le jeu faisait reculer inutilement le joueur et que l'aventure était relativement courte.